# Furietti-centauren
De Furietti-centauren  (bekend als de Oude Centaur en de Jonge Centaur) zijn een paar Romeinse grijszwarte marmeren sculpturen van centauren, gebaseerd op Hellenistische voorbeelden. De ene is een volwassen centaur met een baard en een gepijnigde uitdrukking, terwijl de andere een jonge, glimlachende centaur is met opgeheven arm. De putto's die ooit op de ruggen van deze centauren reden, zijn verloren gegaan. De sterke contrasteren tussen de beelden waren bedoeld om de Romeinse kijker te herinneren aan de ziel die gekweld werd door liefdespijn of verheven door vreugde, thema's uit Plato's Phaedrus en de Hellenistische poëzie. De Furietti-centauren zijn het bekendste voorbeeld van een groep beelden met hetzelfde motief. Ze maken deel uit van de collectie van de Capitolijnse Musea in Rome.

## Capitolijnse centauren
De beelden werden in december 1736 samen gevonden in de Villa van Hadrianus in Tivoli door Giuseppe Alessandro Furietti. De centauren waren de topstukken in zijn collectie antieke kunst. Hij wilde zijn verzameling niet aan paus Benedictus XIV schenken voor de net opgericht Capitolijnse Musea. De paus weigerde hem daarop tot kardinaal te benoemen. Dat gebeurde pas in 1759 onder paus Clemens XIII. Na de dood van de kardinaal verkochten zijn erfgenamen de centauren en het Mozaïek van de duiven voor 14.000 scudi aan de paus voor het museum.  
Beide beelden dragen de handtekeningen van Aristeas en Papias uit Aphrodisias, een stad in Klein-Azië. Het verband tussen de handtekeningen en de sculpturen is niet duidelijk. Het kan gaan om de makers van het originele model of om de beeldhouwers van deze versies. Waar de Furietti-centauren zijn gemaakt, in Aphrodisias of Rome, is evenmin zeker. Over het algemeen wordt aangenomen dat deze Hadrianische kopieën teruggaan op een bronzen Hellenistisch origineel uit de tweede eeuw voor Christus. Kritisch onderzoek, met name door Brunilde Sismondo Ridgway, suggereert echter dat veel sculpturale typen waarvan gewoonlijk wordt gedacht dat ze Hellenistisch zijn, in feite Romeinse pastiches of uitvindingen zijn.

## Borghese-centaur
Een ander exemplaar van hetzelfde type als de Oude Centaur, dit keer in wit marmer, werd in de zeventiende eeuw in Rome opgegraven, waarschijnlijk op de Coelius. Waarschijnlijk was het ooit deel van een paar en is de jonge centaur verloren gegaan. Het beeld kwam in de Borghese-collectie terecht, maar in 1807 werd Camillo Borghese gedwongen het te verkopen aan Napoleon. Sindsdien bevindt het zich in het Louvre.   
De putto op de rug van de centaur is op de versie in het Louvre bewaard gebleven. De arm en voet van de putto en de linkerarm van de centaur zijn restauraties, terwijl de basis en de steun onder de centaur moderne toevoegingen zijn. De rechterarm van de centaur werd oorspronkelijk strak naar achteren getrokken, zodat zijn handen stevig op zijn rug waren vastgebonden. De centaur "trekt een grimas van pijn en verdriet terwijl een amorino het hoofd van de centaur in een abrupte hoek naar achteren trekt." 

## Receptie
Het paar was populair in de achttiende eeuw. Het werd gezien als een voorbeeld van beschaafde centauren, beschermheren van gastvrijheid en kennis, zoals Chiron, in plaats van als beestachtige halfdieren, zoals ze gewoonlijk werden afgebeeld. Met hun eroten waren ze emblemen van de vreugde die liefde en lust aan jonge mensen kunnen geven en de contrasterende kwelling die ze voor ouderen opleveren. Dit waren thema's die weerklank vonden bij het publiek in de Rococo. 
In heel Europa werden afgietsels van de centauren verzameld, bijvoorbeeld het paar in de Royal Academy in Londen, één aan weerszijden van de voet van de hoofdtrap. Marmeren kopieën op ware grootte werden ook in grote aantallen geproduceerd. In de tuin van het Grand Trianon staat een voorbeeld. 
Ennio Quirino Visconti heeft opgemerkt dat er een verband is tussen de centauren en de god Bacchus. De amorino in het Louvre is gekroond met bessenranken. Wellicht gaat het bij de beelden eerder om de bedwelmende kracht van de alcohol dan van de liefde. Jon van de Grift merkt op dat ‘het motief van een amorino die een oude norse centaur kwelt, meestal in een levendige dionysische processie, wordt aangetroffen in Romeinse mozaïeken en dionysische sarcofagen.’  Hij ziet de Furietti-centauren als een variant van deze iconografie.  

## Afbeeldingen

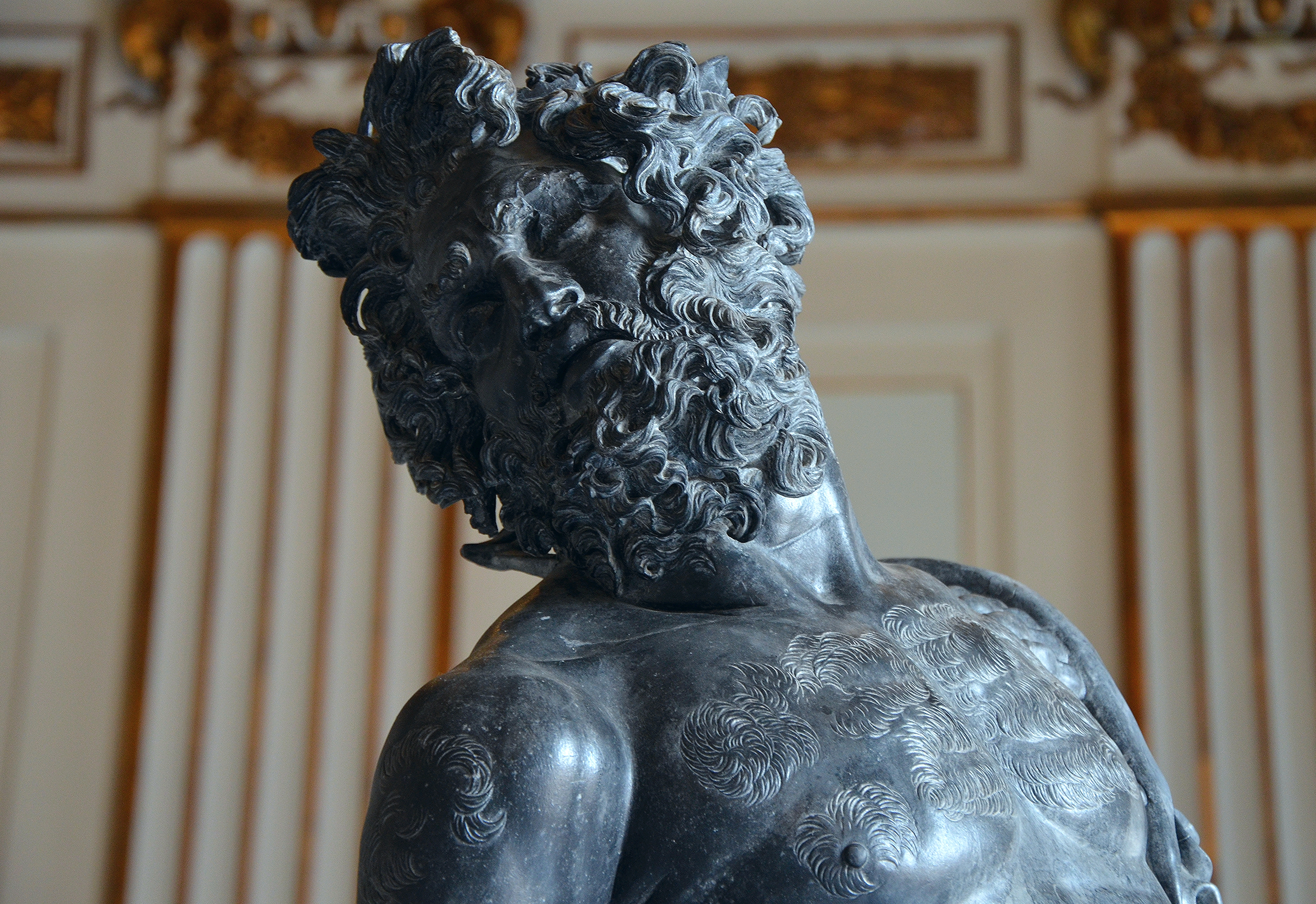
Oude centaur, detail
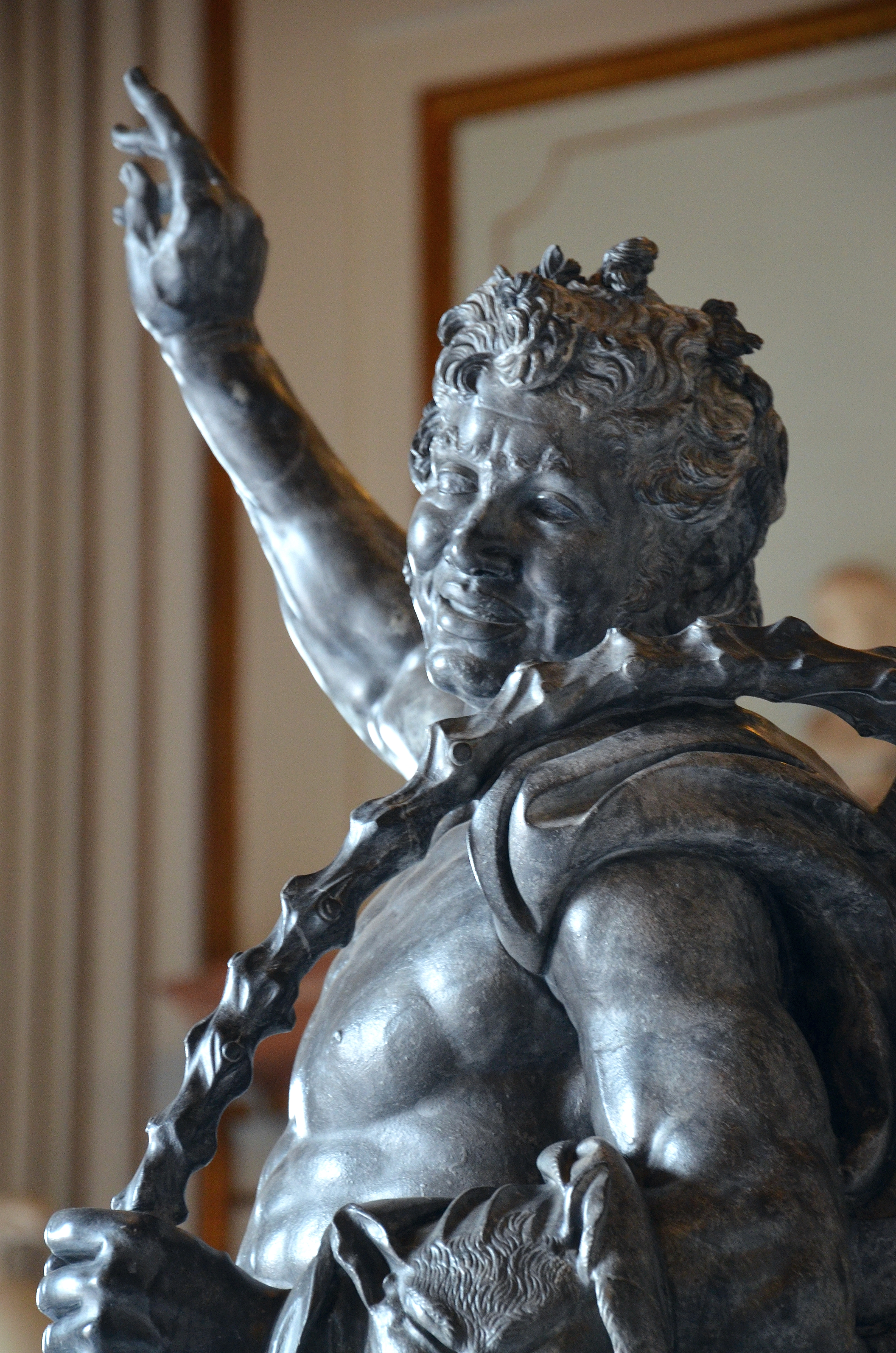
Jonge centaur, detail
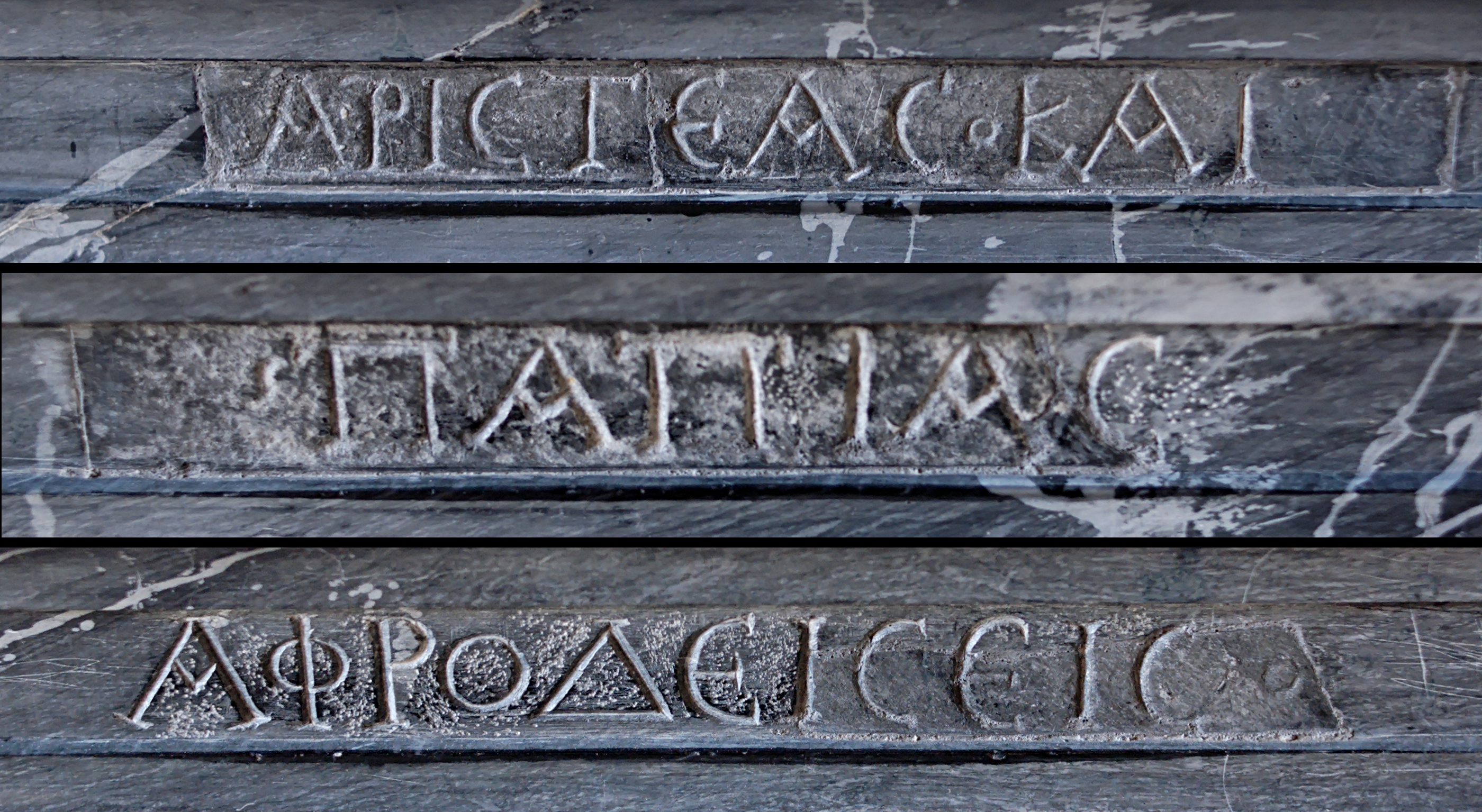
Jonge centaur, handtekening van Aristeas en Papias
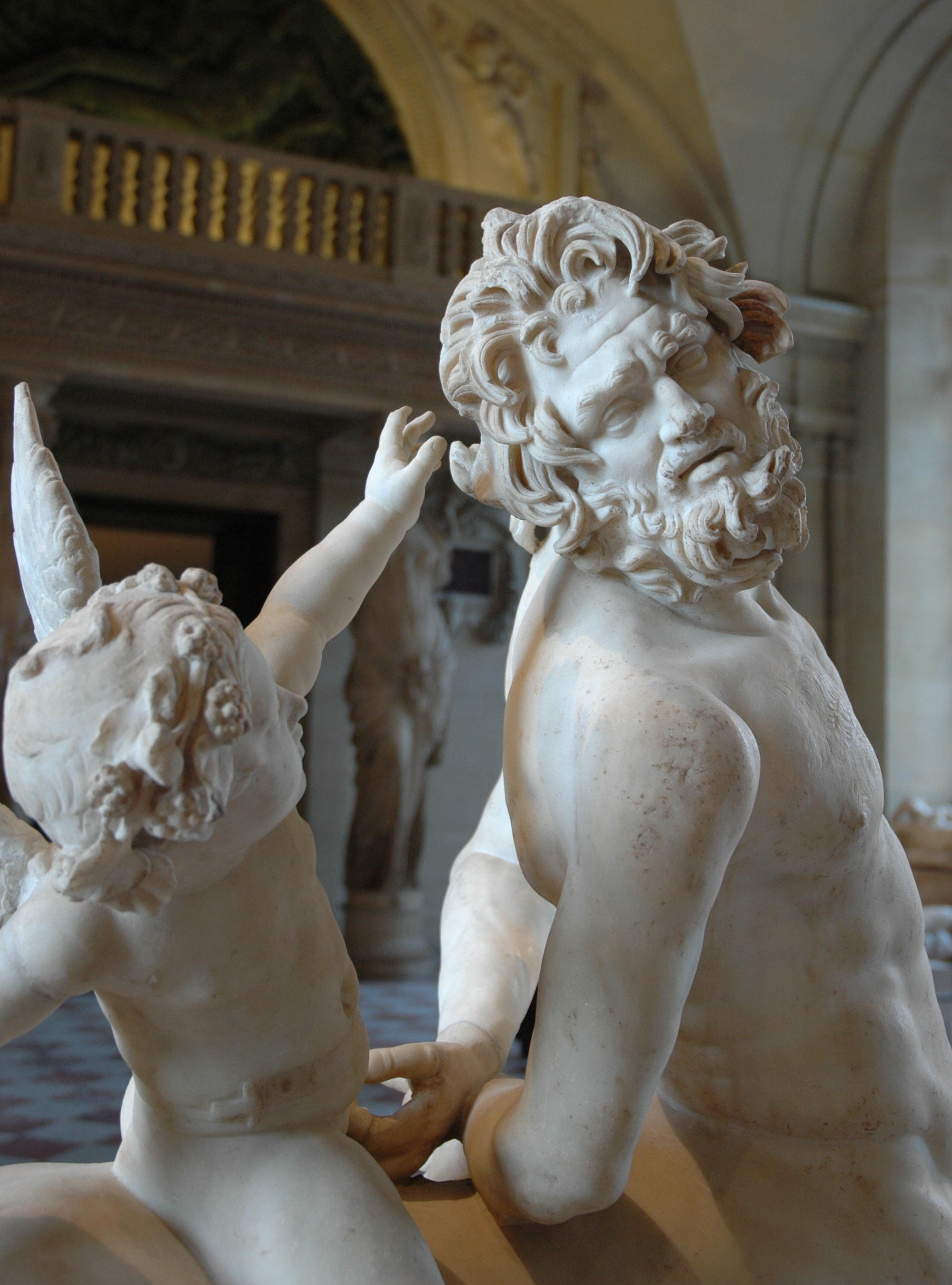
Borghese-centaur, detail